# Arcidiecéze Kansas City v Kansasu
Arcidiecéze Kansas City v Kansasu (latinsky Archidioecesis Kansanopolitana in Kansas) je římskokatolická arcidiecéze na území severoamerického města Kansas City s katedrálou sv. Petra v Kansas City. Jejím současným arcibiskupem je Joseph Fred Naumann.

## Stručná historie
V roce 1850 vytvořil papež Pius IX. Apoštolský vikariát indiánských teritorií východně od Rocky Mountains, z něhož byl v roce 1857 oddělen Apoštolský vikariát Nebraska a byl přejmenován na Apoštolský vikariát Kansas. V roce 1877 z něj vznikla Diecéze Leavenworth, která byla roku 1947 přejmenována na Diecézi Kansas City v Kansasu. Papež Pius XII. ji roku 1952 povýšil na metropolitní arcidiecézi.

## Církevní provincie

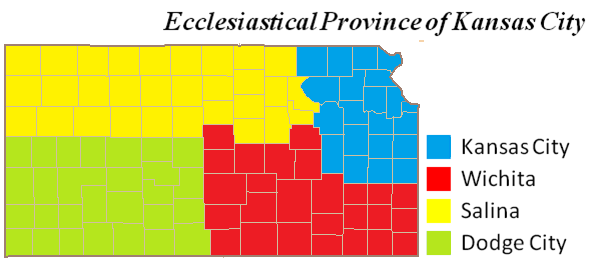
Mapa církevní provincie kansaské

Jde o metropolitní arcidiecézi, jíž jsou podřízeny tyto sufragánní diecéze na území amerického státu Kansas (provincie pokrývá území celého státu):
- diecéze Dodge City
- diecéze Salina
- diecéze Wichita.